# 椎柴站
椎柴站（日语：／ Shiishiba eki */?）是位於千葉縣銚子市野尻町，屬於東日本旅客鐵道（JR東日本）的成田線車站。

## 歷史
- 1933年（昭和8年）3月11日：國鐵成田線笹川站至松岸站之間開通，此站啟用[1]。為旅客和貨物車站。
- 1962年（昭和37年）10月1日：結束貨物起卸業務。
- 1974年（昭和49年）3月15日：成為無人車站[2]。
- 1987年（昭和62年）4月1日：伴隨國鐵分割民營化，車站由東日本旅客鐵道（JR東日本）營運[1]。
- 2007年（平成19年）1月中旬：翻新車站大樓。
- 2009年（平成21年）3月14日：此站開始使用IC卡「Suica」[3]。成為東京近郊區間範圍內[3]。

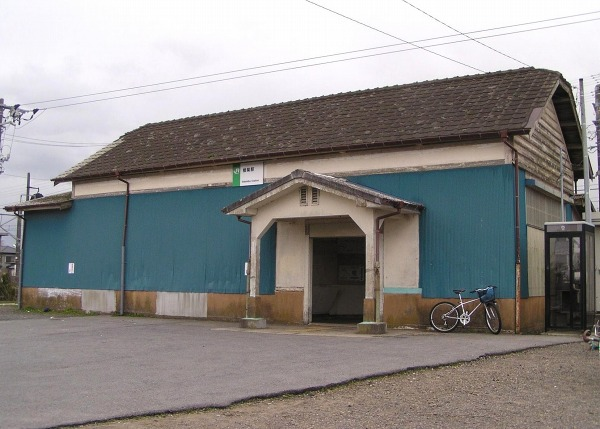
舊站房（2006年3月）

## 車站構造

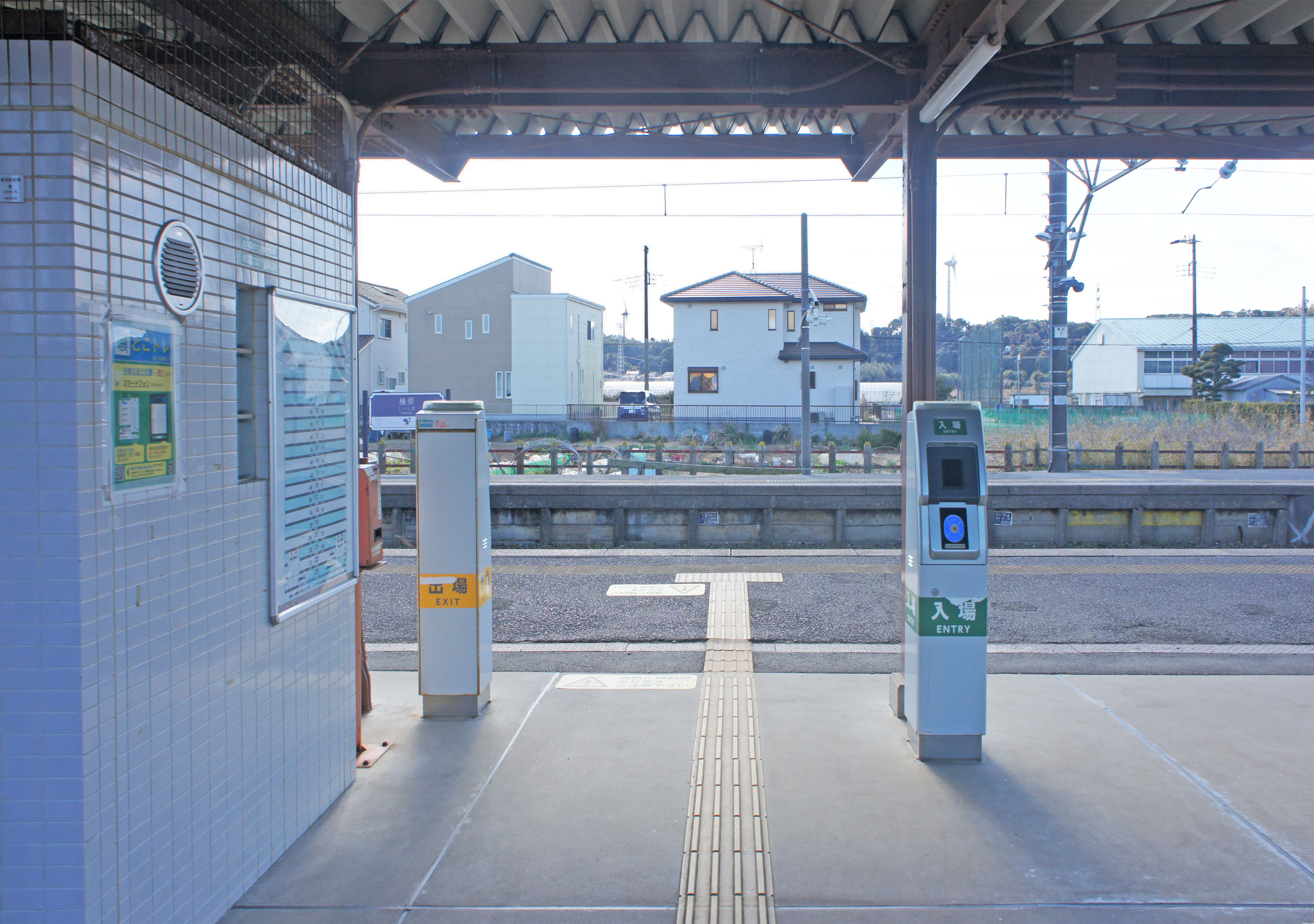
驗票口（2022年2月）

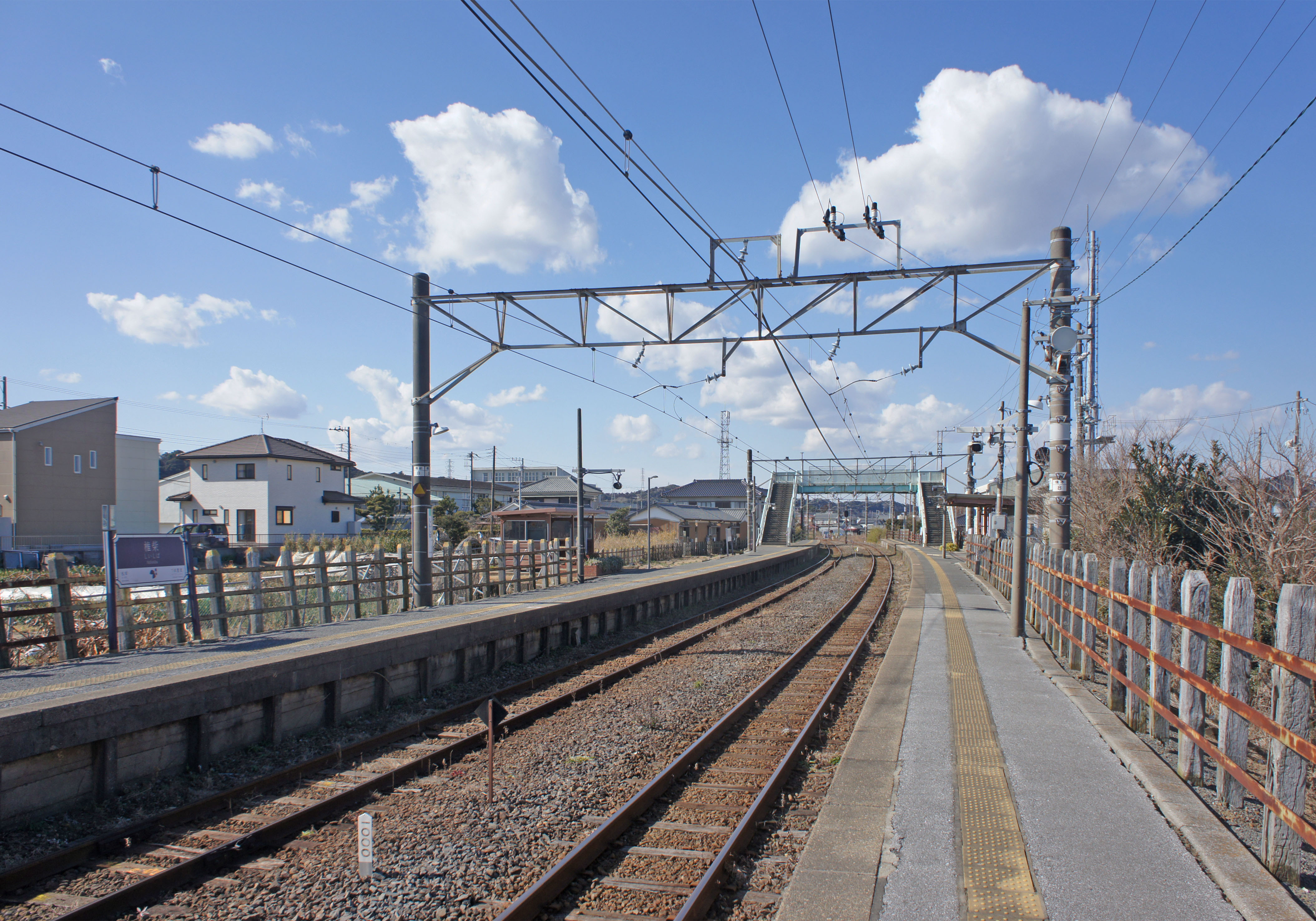
月台（2022年2月）

此站是地面車站，設有2面2線的相對式月台，且月台沒有提升高度。車站北邊為1號月台，鄰接站房；而兩月台之間透過跨線橋連接。
此站的舊站房是一座木造建築物，其外牆貼上了鍍鋅片。此站在1974年起成為無人車站，站內的櫃臺被板圍封，只剩下候車室。此站是由銚子站管理的無人車站，站內沒有設置自動售票機，只有乘車站證明票發行機和簡易Suica閘機。此站的站房在2007年1月進行翻新後加設上蓋和透明圍板。2號月台上則設有小型候車室。
站內設有廁所（男女分開的濕廁），在舊站房時代，廁所位於另一棟建築物，為男女共用的旱廁。

### 月台
| 月台 | 路線    | 上下行 | 方向                 |
| ---- | ------- | ------ | -------------------- |
| 1    | ■成田線 | 下行   | 銚子方向             |
| 2    | ■成田線 | 上行   | 佐原、成田、千葉方向 |

參考
- 月台可容納8卡車廂。

## 使用狀況
在2006年（平成18年）度1日平均乘車人次為511人，以下為乘車人次變化列表：
| 乘車人次變化       | 乘車人次變化     | 乘車人次變化 |
| 年度               | 1日平均 乘車人次 | 參考資料     |
| ------------------ | ---------------- | ------------ |
| 1990年（平成02年） | 671              | [ * 1 ]      |
| 1991年（平成03年） | 678              | [ * 2 ]      |
| 1992年（平成04年） | 671              | [ * 3 ]      |
| 1993年（平成05年） | 664              | [ * 4 ]      |
| 1994年（平成06年） | 646              | [ * 5 ]      |
| 1995年（平成07年） | 609              | [ * 6 ]      |
| 1996年（平成08年） | 596              | [ * 7 ]      |
| 1997年（平成09年） | 543              | [ * 8 ]      |
| 1998年（平成10年） | 525              | [ * 9 ]      |
| 1999年（平成11年） | 532              | [ * 10 ]     |
| 2000年（平成12年） | 553              | [ * 11 ]     |
| 2001年（平成13年） | 570              | [ * 12 ]     |
| 2002年（平成14年） | 547              | [ * 13 ]     |
| 2003年（平成15年） | 536              | [ * 14 ]     |
| 2004年（平成16年） | 533              | [ * 15 ]     |
| 2005年（平成17年） | 522              | [ * 16 ]     |
| 2006年（平成18年） | 511              | [ * 17 ]     |

## 車站周邊

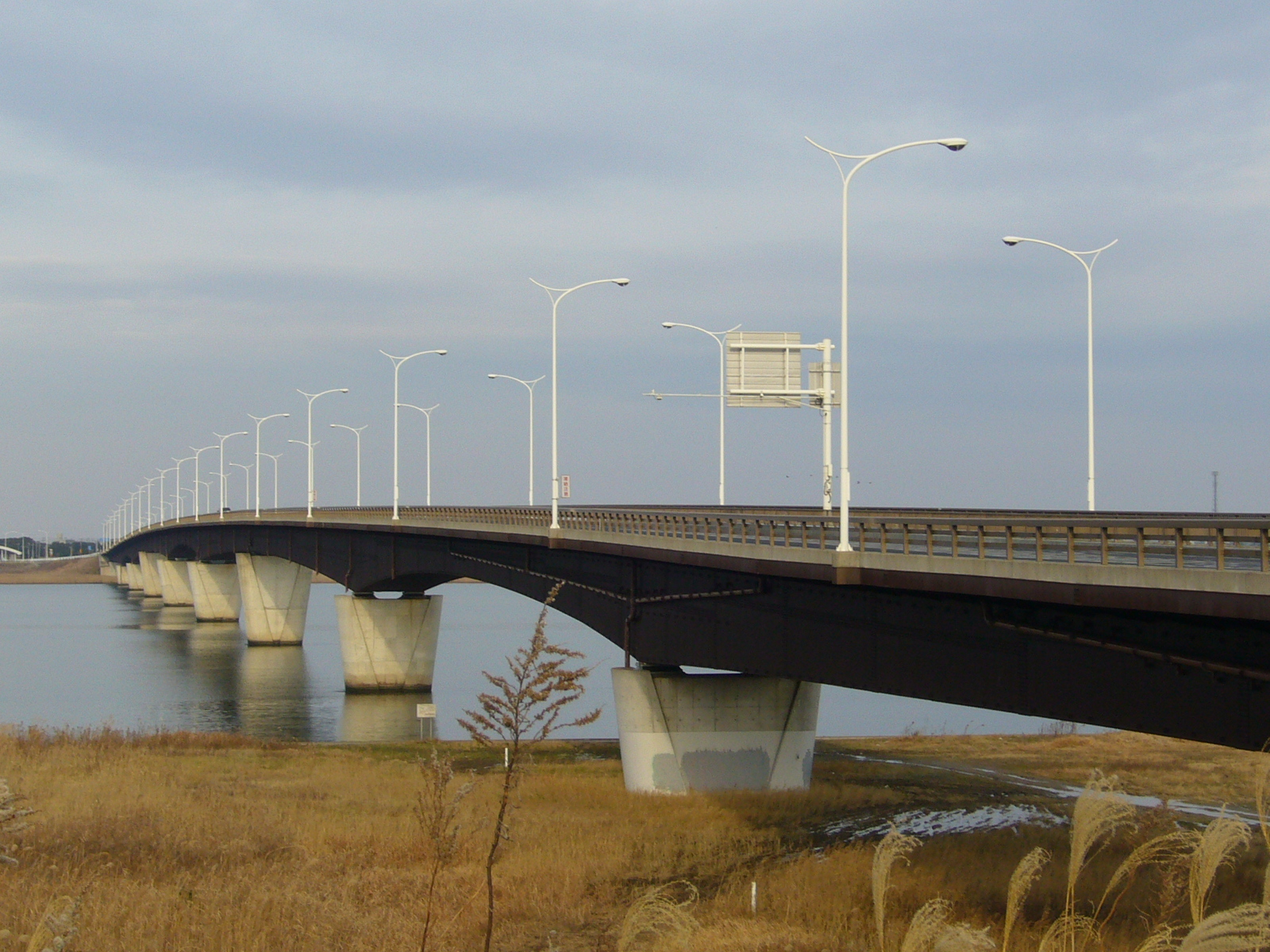
利根海鷗大橋

車站大樓（車站出入口）北邊位置同時是利根川右岸位置。車站以北約500米處可到達利根川畔。車站北邊設有國道356號（利根水鄉線）。車站西北方約1公里處設有利根海鷗大橋，通過該橋樑後便進入茨城縣。
站前設有大丸交通（大丸的士）野尻營業所。站前設有的士等待乘客。車站大樓對面（南邊）設有銚子市立銚子高等學校（舊銚子市立銚子西高等學校）的臨時校舍。在2018年（平成30年），銚子體育鎮（住宿設施、研修設施）進行了翻新。
- 國道356號（日语：国道356号）
- 千葉縣道71號銚子旭線（日语：千葉県道71号銚子旭線）
- 千葉縣道73號銚子海上線（日语：千葉県道73号銚子海上線）
- 銚子市政廳西部分所
- 銚子市立第六中學
- 銚子市立椎柴小學
- 銚子市立船木小學
- 千葉綠農業協同組合（日语：ちばみどり農業協同組合）椎柴分店
- 千葉綠農業協同組合船木出張所
- 銚子商工信用組合（日语：銚子商工信用組合）椎柴分店
- 銚子信用金庫（日语：銚子信用金庫）船木椎柴分店
- 讀賣中心銚子西部
- 野尻郵局

## 巴士路線
| 乘車處 | 系統       | 主要途經         | 目的地      | 巴士公司 | 備註 |
| ------ | ---------- | ---------------- | ----------- | -------- | ---- |
| 椎柴站 | 豐里新城線 | 豐里站入口       | 豐里新城第4 | 千葉交通 |      |
| 椎柴站 | 豐里新城線 | 松岸站前、銚子站 | 陣屋町      | 千葉交通 |      |

## 相鄰車站
東日本旅客鐵道（JR東日本）
■成田線
下總豐里－椎柴－松岸

## 注腳

### 使用狀況
1. ↑  千葉縣統計年鑑 （页面存档备份，存于）（日語） - 千葉縣
2. ↑  銚子市統計書 （页面存档备份，存于）（日語） - 銚子市

千葉縣統計年鑑
1. ↑  千葉縣統計年鑑（平成3年） （页面存档备份，存于）（日語）
2. ↑  千葉縣統計年鑑（平成4年） （页面存档备份，存于）（日語）
3. ↑  千葉縣統計年鑑（平成5年） （页面存档备份，存于）（日語）
4. ↑  千葉縣統計年鑑（平成6年） （页面存档备份，存于）（日語）
5. ↑  千葉縣統計年鑑（平成7年） （页面存档备份，存于）（日語）
6. ↑  千葉縣統計年鑑（平成8年） （页面存档备份，存于）（日語）
7. ↑  千葉縣統計年鑑（平成9年） （页面存档备份，存于）（日語）
8. ↑  千葉縣統計年鑑（平成10年） （页面存档备份，存于）（日語）
9. ↑  千葉縣統計年鑑（平成11年） （页面存档备份，存于）（日語）
10. ↑  千葉縣統計年鑑（平成12年） （页面存档备份，存于）（日語）
11. ↑  千葉縣統計年鑑（平成13年） （页面存档备份，存于）（日語）
12. ↑  千葉縣統計年鑑（平成14年） （页面存档备份，存于）（日語）
13. ↑  千葉縣統計年鑑（平成15年） （页面存档备份，存于）（日語）
14. ↑  千葉縣統計年鑑（平成16年） （页面存档备份，存于）（日語）
15. ↑  千葉縣統計年鑑（平成17年） （页面存档备份，存于）（日語）
16. ↑  千葉縣統計年鑑（平成18年） （页面存档备份，存于）（日語）
17. ↑  千葉縣統計年鑑（平成19年） （页面存档备份，存于）（日語）

## 外部連結
- 車站資訊（椎柴）：東日本旅客鐵道（日語）